# Sinatra pacificus
Sinatra pacificus  (лат.) — вид орехотворок из семейства Figitidae. Эндемик Микронезии. Типовой вид монотипного рода Sinatra.

## Распространение
Микронезия (Eastern Micronesia, Остров Уэйк, Peale I.).

## Описание
Мелкие перепончатокрылые: длина тела около 1 мм, длина переднего крыла 1,2 мм. Усики самок состоят из 13 сегментов; 3-й членик слегка короче 4-го; апикальные сегменты формируют булаву. Проподеум с двумя параллельными бороздками. Брюшко в 0,4 раза длиннее своей ширины.

## Систематика
Первоначально вид Sinatra pacificus (Yoshimoto, 1962) был описан гавайским энтомологом Карлом Ёшимото (Carl M. Yoshimoto, Гонолулу, Bishop Museum) в составе рода Cothonaspis Hartig, 1839. В 2011 году американский гименоптеролог Мэттью Баффингтон (Matthew L. Buffington, Вашингтон, Systematic Entomology Lab, USDA c/o Smithsonian Institution, NMNH) выделил этот вид в отдельный род Sinatra Buffington, 2011 в составе трибы Diglyphosematini Belizin, 1961, назвав его в честь певца Френка Синатры.